# Dolichopeza (Nesopeza) microphallus
Dolichopeza (Nesopeza) microphallus is een tweevleugelige uit de familie langpootmuggen (Tipulidae). De soort komt voor in het Oriëntaals gebied.